# Liste der Biografien/Zid
Liste der Biografien |
Portal Biografien |
Personensuche
# |
A |
B |
C |
D |
E |
F |
G |
H |
I |
J |
K |
L |
M |
N |
O |
P |
Q |
R |
S |
T |
U |
V |
W |
X |
Y |
Z |
?
 
Za |
Zb |
Zc |
Zd |
Ze |
Zf |
Zg |
Zh |
Zi |
Zj |
Zk |
Zl |
Zm |
Zn |
Zo |
Zr |
Zs |
Zu |
Zv |
Zw |
Zy |
Zz
 
Zia |
Zib |
Zic |
Zid |
Zie |
Zif |
Zig |
Zih |
Zij |
Zik |
Zil |
Zim |
Zin |
Zio |
Zip |
Zir |
Zis |
Zit |
Ziu |
Ziv |
Ziw |
Zix |
Ziy |
Ziz
Die Liste der Biografien führt alle Personen auf, die in der deutschsprachigen Wikipedia einen Artikel haben. Dieses ist eine Teilliste mit 26 Einträgen von Personen, deren Namen mit den Buchstaben „Zid“ beginnt.

## Zid
- Zid, Ludwig (1898–1953), österreichischer Südamerika-Reisender

### Zida
- Zida, Isaac (* 1965), burkinischer Offizier, Staatschef von Burkina Faso (seit 2014)
- Zidan, Mohamed (* 1981), ägyptisch-deutscher Fußballspieler
- Zidane, Enzo (* 1995), französisch-spanischer Fußballspieler
- Zidane, Luca (* 1998), französisch-spanischer Fußballspieler
- Zidane, Zinédine (* 1972), französischer Fußballspieler und -trainerZinédine Zidane (* 1972)

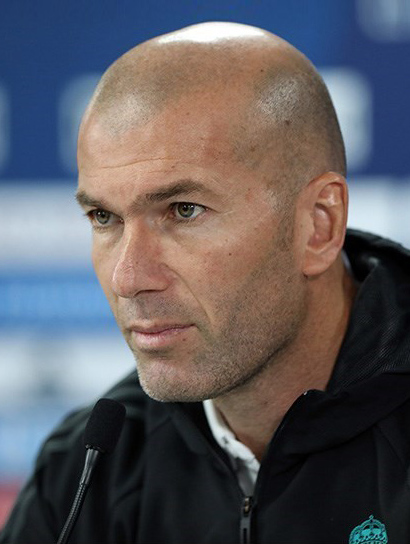
Zinédine Zidane (* 1972)

- Zidani, Amina (* 1993), französische Boxerin
- Zidanšek, Tamara (* 1997), slowenische Tennisspielerin
- Zidanta I., hethitischer Großkönig
- Zidanta II., hethitischer Großkönig
- Zidar, Ferdinando (1915–2003), italienischer Widerstandskämpfer und Journalist (PCI)
- Zidar, Jože (1927–2012), jugoslawischer Skispringer und slowenischer Journalist
- Zidaric, Andreja, slowenische Sopranistin in Wien

### Zide
- Zidek, Anna Carin (* 1973), schwedische Biathletin
- Zídek, Jiří Jr. (* 1973), tschechischer Basketballspieler
- Zídek, Jiří Sr. (1944–2022), tschechoslowakischer Basketballspieler
- Židek, Radoslav (* 1981), slowakischer Snowboarder

### Zidi
- Zidi, Claude (* 1934), französischer Regisseur und Kameramann
- Zidi, Malik (* 1975), französischer Schauspieler
- Zidilkowski, Issaak Michailowitsch (1923–2001), ukrainisch-russischer Physiker

### Zidj
- Ziđarević, Bojan (* 1985), serbischer Eishockeyspieler und -trainer

### Zidk
- Zidkyahu, Nir (* 1967), israelischer Schlagzeuger

### Zidl
- Zidler, Charles (1832–1897), französischer Zoo- und Theaterdirektor
- Zidler, Hermann, Schweizer Grossrat, Kleinrat, Landweibel und Landschreiber
- Židlický, Marek (* 1977), tschechischer Eishockeyspieler und -trainer

### Zido
- Židonis, Vilius (1933–2018), litauischer Hochschullehrer, Erfinder und Politiker